# Lars Lukas Mai
Lars Lukas Mai, né le 31 mars 2000 à Dresde, est un footballeur allemand qui évolue au poste de défenseur central au FC Lugano en Super League suisse.

## Biographie

### En club

#### Jeunesse et formation
Il commence sa formation au sein du club de sa ville natale, le Dynamo Dresde. À 14 ans, il intègre le centre de formation du Bayern Munich. Il sera d'ailleurs champion d'Allemagne des moins de 17 ans lors de la saison 2016-2017.

#### Bayern Munich
Il obtient sa première titularisation avec l'équipe première du Bayern Munich dès sa première convocation, le 21 avril 2018 face à Hanovre. Le match est remporté 0-3 en faveur de son équipe. Le 27 avril 2018, il signe officiellement son premier contrat pro avec le Bayern Munich.
Le 28 avril 2018, il est de nouveau titularisé par Jupp Heynckes face à l'Eintracht Francfort.

### En sélection
Avec les moins de 17 ans, il participe au championnat d'Europe des moins de 17 ans en 2017. Lors de cette compétition, il joue cinq matchs. Il marque un but contre la Bosnie-Herzégovine en phase de groupe. L'Allemagne s'incline en demi-finale face à l'équipe d'Espagne.
Quelques mois plus tard, toujours avec les moins de 17 ans, il participe à la coupe du monde des moins de 17 ans 2017. Lors de cette compétition, il joue cinq matchs. L'Allemagne s'incline en quarts de finale face à l'équipe du brésil.

## Statistiques
| Saison                | Club                  | Championnat           | Championnat | Championnat | Coupe(s) nationale(s) | Coupe(s) nationale(s) | Compétition(s) continentale(s) | Compétition(s) continentale(s) | Compétition(s) continentale(s) | Total | Total |
| Saison                | Club                  | Division              | M.          | B.          | M.                    | B.                    | Comp.                          | M.                             | B.                             | M.    | B.    |
| 2017-2018             | Bayern Munich II      | Regionalliga          | 1           | 0           | -                     | -                     | -                              | -                              | -                              | 1     | 0     |
| 2018-2019             | Bayern Munich II      | Regionalliga          | 27+2        | 2+1         | -                     | -                     | -                              | -                              | -                              | 29    | 3     |
| 2019-2020             | Bayern Munich II      | 3. Liga               | 26          | 1           | -                     | -                     | -                              | -                              | -                              | 26    | 1     |
| Sous-total            | Sous-total            | Sous-total            | 56          | 4           | 0                     | 0                     | -                              | 0                              | 0                              | 56    | 4     |
| 2017-2018             | Bayern Munich         | Bundesliga            | 2           | 0           | -                     | -                     | C1                             | -                              | -                              | 2     | 0     |
| 2018-2019             | Bayern Munich         | Bundesliga            | -           | -           | -                     | -                     | C1                             | -                              | -                              | 0     | 0     |
| 2019-2020             | Bayern Munich         | Bundesliga            | -           | -           | -                     | -                     | C1                             | -                              | -                              | 0     | 0     |
| Sous-total            | Sous-total            | Sous-total            | 2           | 0           | 0                     | 0                     | -                              | 0                              | 0                              | 2     | 0     |
| 2020-2021             | SV Darmstadt (prêt)   | 2. Bundesliga         | 29          | 0           | 3                     | 0                     | -                              | -                              | -                              | 32    | 0     |
| Sous-total            | Sous-total            | Sous-total            | 29          | 0           | 3                     | 0                     | -                              | 0                              | 0                              | 32    | 0     |
| 2021-2022             | Werder Brême (prêt)   | 2. Bundesliga         | 16          | 0           | 1                     | 0                     | -                              | -                              | -                              | 17    | 0     |
| Sous-total            | Sous-total            | Sous-total            | 16          | 0           | 1                     | 0                     | -                              | -                              | -                              | 17    | 0     |
| 2022-2023             | FC Lugano             | Super League          | 19          | 0           | 4                     | 0                     | C4                             | 1                              | 0                              | 24    | 0     |
| 2023-2024             | FC Lugano             | Super League          | 10          | 0           | 3                     | 0                     | C3+C4                          | 1+6                            | 0+0                            | 20    | 0     |
| Sous-total            | Sous-total            | Sous-total            | 29          | 0           | 7                     | 0                     | -                              | 8                              | 0                              | 44    | 0     |
| Total sur la carrière | Total sur la carrière | Total sur la carrière | 132         | 3           | 11                    | 0                     | -                              | 8                              | 0                              | 151   | 3     |

## Palmarès
| Bayern Munich (3) | Werder Brême                                        | Allemagne espoirs (1)                            |
| --- | --------------------------------------------------- | ------------------------------------------------ |
| Avec l'équipe professionnelle : - Championnat d'Allemagne (1) - Champion : 2018 Avec l'équipe réserve : - Championnat d'Allemagne de D3 (1) - Champion : 2020 Avec les moins de 17 ans : - Championnat d'Allemagne U17 (1) - Champion : 2017 | - Championnat d'Allemagne D2 - Vice-champion : 2022 | - Championnat d'Europe espoirs - Champion : 2021 |